# Edewecht
Edewecht egy község Németországban, az Ammerland járásban. Lakosainak száma 23 061 fő (2023. december 31.).

## Földrajza
Edewecht Barßel, Bad Zwischenahn és Westerstede községekkel határos.

## Testvértelepülések
- Wusterhausen/Dosse
- Krosno